# Radda in Chianti
Radda in Chianti – miejscowość i gmina we Włoszech, w regionie Toskania, w prowincji Siena.
Według danych na rok 2004 gminę zamieszkuje 1668 osób, 20,9 os./km².

## Historia

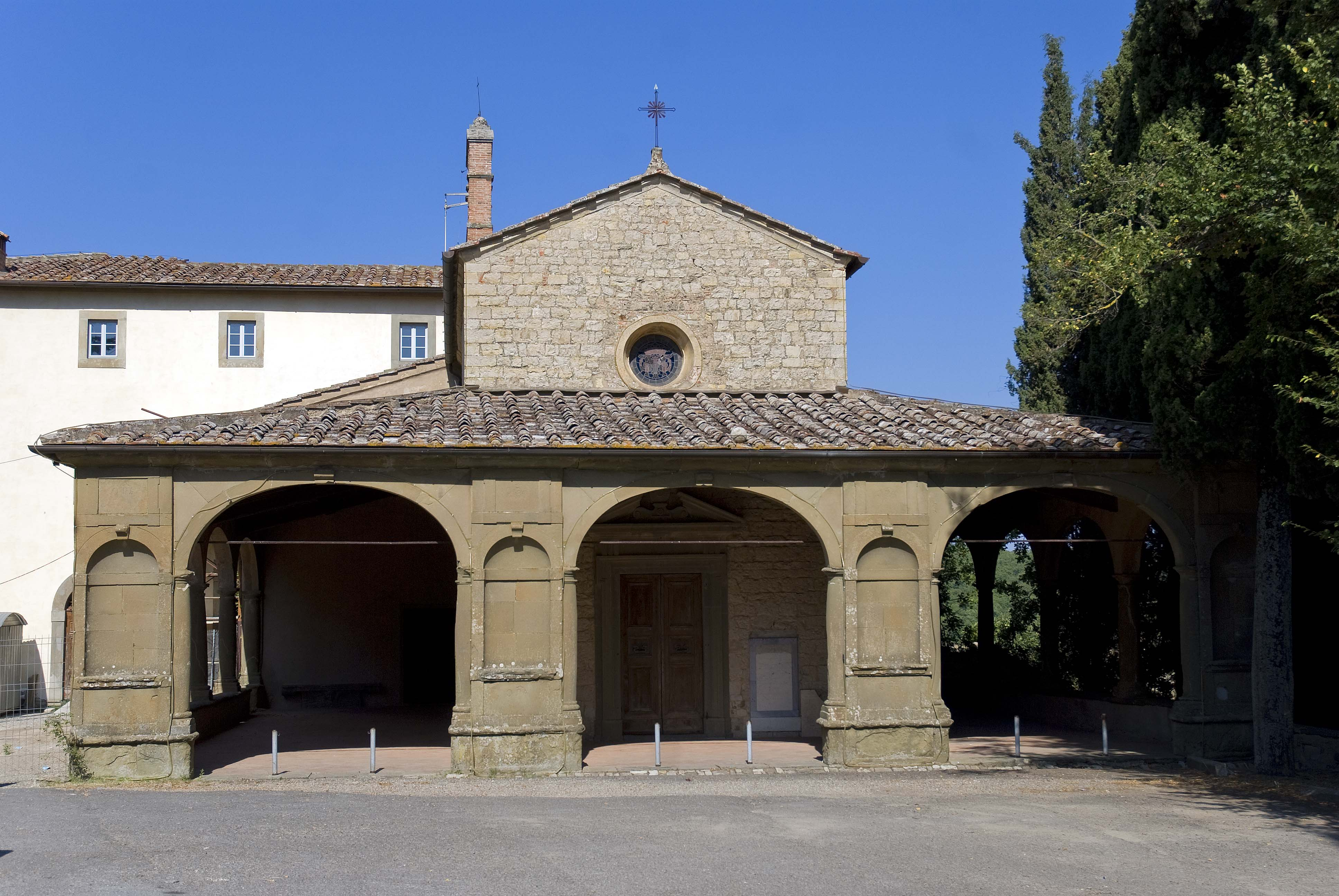
Kościół Santa Maria al Prato

Szczyt wzgórza Poggio alla Croce, miejsce położenia dzisiejszej Raddy, był zamieszkany od czasów etruskich, a potem w czasach rzymskich. W IX i X wieku ukształtowało się społeczeństwo feudalne, a region Chianti, będący w posiadaniu hrabiów Guidi i markiza Toskanii, zaczął się intensywnie rozwijać. Miejscowość wzrastała pod względem obszaru i populacji. Ówczesna „Ratta” pojawia się w edykcie cesarza Ottona III z 1003. W 1041 (w formie „Ramda”) była najgęściej zaludnioną i (obok Ricasoli) najważniejszą miejscowością w okolicy. Od 1384 Radda była siedzibą podestà, głównego sędziego okręgu. Od około 1500 miasto znalazło się w centrum konfliktów granicznych pomiędzy Florencją i Sieną.  Dopiero w 1550, kiedy Florencja ostatecznie pokonała Siennę, miasto osiągnęło okres spokoju. Historyczna Lega del Chianti przestała istnieć w 1774 - utworzono wtedy trzy hrabstwa: Radda, Castellina i Gaiole. W XVII wieku, dzięki winu eksportowanemu do Anglii nastąpił okres znacznego rozwoju okolicy. Narodziły się wówczas fattorie, czyli wielkie majątki ziemskie. Ich właściciele budowali eleganckie wille, do których przyjeżdżali spędzać lato na wsi. Należały do nich m.in. rodziny Strozzi i Pazzi z Florencji.

## Zabytki
- XV-wieczny pałac Palazzo Pretorio z fasadą ozdobioną płaskorzeźbami przedstawiającymi tarcze herbowe mieszkańców miasta i asymetrycznie umieszczonym zegarem. W dolnej części budynku znajduje się loggia
- przylegający do pałacu kościół S. Niccolò ze współcześnie przebudowaną fasadę ale wnętrzem zachowanym w stylu romańskim
- XVII-wieczny kościół S. Maria al Prato. Wewnątrz XV-wieczny poliptyk Neriego di Bicci Madonna z Dzieciątkiem i świętymi